# Мертенс, Дилан
Дилан Мертенс (нидерл. Dylan Mertens; род. 20 июля 1995, Амстердам) — нидерландский футболист, полузащитник клуба «Телстар».

## Биография
Мертенс родился в Амстердаме. На молодёжном уровне играл за ряд футбольных команд, среди которых были АФК и «Утрехт». Перед сезоном 2014/15 Мертенс присоединился к ФК «Волендам», но играл за вторую команду.
30 марта 2015 года он подписал свой первый профессиональный контракт с «Волендамом» сроком на два сезона. Его дебют за новую команду состоялся 7 августа 2015 года в игре против «НАК Бреда», завершившейся победой «Волендама» со счётом 4:1.
В феврале 2016 года Мертенс продлил свой контракт с клубом на два с половиной года. Отыграв один сезон в клубе «Телстар», в августе 2019 года перешёл в «ТОП Осс», подписав контракт на один сезон.
Затем Мертенс играл за «Конинклейке ХФК», в котором сыграл четыре игры. Покинув Нидерланды, в течение трёх сезонов выступал в Болгарии за «Царско село» и «Ботев».
6 июня 2024 года на правах свободного агента перешёл в воронежский «Факел». 20 июля дебютировал за клуб в РПЛ, выйдя на замену в матче первого тура против московского «Динамо».
8 августа 2025 года вернулся в «Телстар», подписав контракт на один сезон. 10 августа дебютировал в гостевом матче Эредивизи против «Аякса» (2:0), выйдя на замену вместо Тайриса Нослина на 76-й минуте.